# Rise (album The Rasmus)
Rise è il decimo album in studio del gruppo musicale finlandese The Rasmus, pubblicato il 23 settembre 2022 dalla Playground Music Scandinavia.

## Tracce
1. Live and Never Die – 3:55
2. Rise – 3:54
3. Fireflies – 3:24
4. Be Somebody – 4:08
5. Odyssey – 2:49
6. Jezebel – 3:10
7. Endless Horizon – 3:46
8. Clouds – 3:17
9. Written in Blood – 3:22
10. Evil – 5:00

CD bonus nell'edizione deluxe
1. Venomous Moon – 3:45
2. Bones – 3:48
3. Dark Summer – 3:12
4. Omen – 4:19

## Formazione
- Lauri Ylönen – voce
- Eero Heinonen – basso
- Emppu Suhonen – chitarra
- Pauli Rantasalmi – chitarra
- Aki Hakala – batteria

## Classifiche
| Classifica (2022) | Posizione massima |
| ----------------- | ----------------- |
| Finlandia         | 4                 |
| Germania          | 34                |
| Svizzera          | 37                |